# Rue Léon-Jamin
Pour les articles homonymes, voir Jamin.
La rue Léon-Jamin est une voie de Nantes, en France.

## Situation et accès
Située dans le centre-ville de Nantes, la rue Léon-Jamin est une artère bitumée, piétonne, reliant la rue Edmond-Prieur à la place Saint-Similien. Elle ne rencontre aucune autre voie.

## Origine du nom
La rue rend hommage au peintre belge Léon Jamin (1872-1944).

## Historique
Jusqu'au début du XXe siècle, la rue était plus longue qu'elle ne l'est aujourd'hui, et aboutissait place de Bretagne.
La rue porte sa dénomination actuelle depuis une délibération du conseil municipal du 14 novembre 1922. 
Durant la Seconde Guerre mondiale, le quartier environnant la place de Bretagne est sérieusement endommagée par les bombardements des 16 et 23 septembre 1943. Lors de reconstruction de la ville, la partie située au sud de l'actuelle rue Edmond-Prieur, disparait, absorbée par l'immeuble édifié pour abriter la Poste centrale de Nantes, tandis que le côté nord conserve les constructions ayant survécu aux bombardements. C'est pour cette raison que la rue commence actuellement au no 26 (au niveau des bâtiments de La Poste) pour se terminer au no 45.